# Fédération européenne des centres de recherche et d'information sur le sectarisme
La Fédération Européenne des Centres de Recherche et d’Information sur le Sectarisme (Fecris), créée le 30 juin 1994 à Paris est une association de droit français qui  regroupe des associations européennes de défense et d'information sur le phénomène sectaire.
Le président actuel (en 2022) est André Frédéric.

## Objectifs
L'objet de l'association est actuellement défini comme tel : « grouper des associations représentatives dont le but est de défendre les individus, les familles et les sociétés démocratiques contre les agissements illégaux d’organisations à caractère sectaire nuisible et/ou totalitaire ; à cet effet, la fédération désigne comme secte ou gourou l’organisation ou l’individu qui fait commerce de croyances et de techniques comportementales déstructurantes et qui utilise comme outils la manipulation mentale, l’abus de confiance, le vice de consentement ; intensifier l’échange systématique des informations et des expériences entre les associations membres, notamment en cas de demande par l’une d’entre elles ; représenter les associations membres devant les institutions européennes ; alerter les instances et les institutions compétentes en la matière dans les pays de l’Union européenne, et éventuellement en dehors d’elle, relativement à des pratiques visées ci-dessus ; solliciter les universités et les chercheurs en général pour des travaux dans ce domaine, en mettant à leur disposition l’expérience en la matière des associations membres ; développer tous les services utiles aux buts de l’association, en particulier ceux concernant la publication de ces recherches et travaux ; conserver la documentation dont la fédération a des droits d’auteur ».

## Membres

### Organisations membres
| Pays                                                                 | Organisations                                                                                                |
| -------------------------------------------------------------------- | --- |
| Allemagne                                                            | Aktion für geistige und psychische Freiheit e.V. (AGPF e.V.)                                                 |
| Allemagne                                                            | Sektenberatung Bremen                                                                                        |
| Allemagne                                                            | Niedersächische Elterninitiative gegen den Missbrauch der Religion (EGMR)                                    |
| Allemagne                                                            | Sekten-Info Essen Nordrhein-Westfalen                                                                        |
| Autriche                                                             | Gesellschaft gegen Sekten- und Kultgefahren                                                                  |
| Belgique                                                             | |
| Contacts et Informations sur les Groupes Sectaires (CIGS)            | |
| Croatie                                                              | |
| C.I.S.K.- Centre for Information on Sects and Cults, Croatia         | |
| France                                                               | Centre de documentation, d'éducation & d'action contre les manipulations mentales - Centre Roger Ikor (CCMM) |
| France                                                               | Union nationale des associations de défense des familles et de l'individu (UNADFI)                           |
| France                                                               | Groupe d'étude des mouvements de pensée en vue de la prévention des individus (GEMPPI) Secticide             |
| Royaume-Uni                                                          | |
| The Family Survival Trust (former FAIR)                              | |
| Irlande                                                              | |
| Dialogue Ireland                                                     | |
| Italie                                                               | |
| CeSAP . Centro Studi Abusi Psicologici                               | |
| FA.VI.S - Associazione Nazionale Familiari delle Vittime delle Sette | |
| Pologne                                                              | Ruch obrony rodziny i jednostky polish family association (RORIJ)- Polish Family Association                 |
| Russie                                                               | C.R.S. - orthodox Center of Religious Studies in the name of Saint Irenaeus (РАЦИРС/RATsIRS), Russia         |
| Serbie                                                               | |
| C.A.S. - Center for Anthropological Studies, Serbia                  | |
| Espagne                                                              | Atención e Investigación de Socioadicciones (AIS)                                                            |
| Suède                                                                | Föreningen Rädda Individen (FRI)                                                                             |
| Suisse                                                               | Schweizerische Arbeitgemeinschaft gegen destruktive Kulte (SADK)                                             |
| Suisse                                                               | Association suisse pour la defense de la famille & de l'individu (ASDFI)                                     |
| Ukraine                                                              | F.P.P.S. - Family and Personality Protection Society                                                         |
| Arménie                                                              | N.S.S. - National Spiritual Security                                                                         |

### Correspondants
| Pays           | Organisations                                                                                      |
| -------------- | -------------------------------------------------------------------------------------------------- |
| France         | A.F.S.I. - Alerte Faux Souvenirs Induits                                                           |
| Espagne        | AIIAP - Asociación Iberoamericana para la Investigación del Abuso Psicológico                      |
| Allemagne      | Artikel 4 - Initiative für Glaubensfreiheit e.V.                                                   |
| Kazakhstan     | Association of the centers for help the people who suffered from destructive religious movements   |
| France         | ATTENF - Attention Enfants                                                                         |
| Belgique       | A.V.P.I.M. - Association des Victimes des Pratiques Illégales de la Médecine                       |
| France         | C.L.P.S. - Cercle Laïque pour la Prévention du Sectarisme                                          |
| Belarus        | C.N.R.M.S. Center of New Religious Movements Studies                                               |
| Lituanie       | C.P.B.- Cult Prevention Bureau                                                                     |
| Russie         | C.R.S.S. - Center of Religious Studies - Saratov                                                   |
| Royaume-Uni    | Dialog Centre UK                                                                                   |
| Germany        | Dialog Zentrum Berlin                                                                              |
| Ukraine        | Dneprpetrovsk City Center for the help to Victims of Destructive Cults "Dialogue"                  |
| Norvège        | FRI-Norge - Foreningen Redd Individet                                                              |
| Royaume-Uni    | F.S.G. - Family Support Group                                                                      |
| Russie         | I.C.C.S. - Informational Consulting Center on Sectarianism                                         |
| Moldavie       | INFOSEC                                                                                            |
| Lettonie       | L.C.C.T.S. - Latvian Committee for Combating the Totalitarian Sects                                |
| Chypre         | P.P.U. - Pancyprian Parents Union                                                                  |
| Suède          | RAM - Riksorganisationen Aktiva mot Manipulering                                                   |
| Royaume-Uni    | RETIRN - Re-Entry Therapy, Information & Referral Network                                          |
| Espagne        | RIES - Red Iberoamericana de Estudio de las Sectas (Successor of Fundación S.P.E.S., Argentina)    |
| France         | Sentinelle                                                                                         |
| Pays-Bas       | Sirenen                                                                                            |
| Norvège        | Stiftelsen Liv i Frihet                                                                            |
| Finlande       | U.U.T. - Uskontojen Uhrien Tuki Ry (Support Group for the Victims of Religions)                    |
| Ukraine        | Ukrainian National Center Of Religious Safety And Help To Victims Of Destructive Cults "Dialogue"  |
| Ukraine        | U.N.I.A. - Ukrainian Network “InterAction”                                                         |
| Estonie        | Sakarias (Jaan) Leppik                                                                             |
| Afrique du Sud | Stephan Pretorius                                                                                  |
| Australie      | C.I.F.S. - Cult Information and Family Support Inc.                                                |
| Israël         | Forum Against Cults                                                                                |
| États-Unis     | I.C.S.A. - International Cultic Studies Association (formerly A.F.F. - American Family Foundation) |
| Israël         | I.C.V.C. - The Israeli Center for Victims of Cults                                                 |